# パノム郡
座標: 北緯8度51分18秒 東経98度48分48秒 / 北緯8.85500度 東経98.81333度
パノム郡（パノムぐん）はタイ南部・スラートターニー県の郡（アムプー）である。

## 名称
パノムとは「山」という意味である。

## 歴史
郡がつくられたのは1890年である。当初の名前はクローンチャウン郡 (อำเภอคลองชะอุ่น) であったが、後にタムボン・パークパノムに郡庁が移転したのでパークパノム郡 (อำเภอปากพนม) と改称したが、後に短くパノム郡と改称された。1910年、パノム郡は分郡（キンアムプー）に降格しキーリーラットニコム郡の下位におかれた。その後、1971年11月14日再び郡（アムプー）に昇格した。

## 地理
郡のほとんどはプーケット山脈であり、郡の領域の60%が山岳地帯か森林地帯である。山岳地帯のうち北西部はカオ・ソック国立公園として保護されており、南西はクローン・パノム国立公園として保護されている。
交通は国道401号線が東西にとっており、東にスラートターニー西にタクワパー方面と通じる。また国道415号線が南に延びておりアーオルック方面と、国道4118号線が南に通っておりタッププット方面と通じている。

## 経済
郡内の主要な産業は農業であり、パラゴムノキ、アブラヤシ、コーヒー、果物が生産されている。

## 行政区分

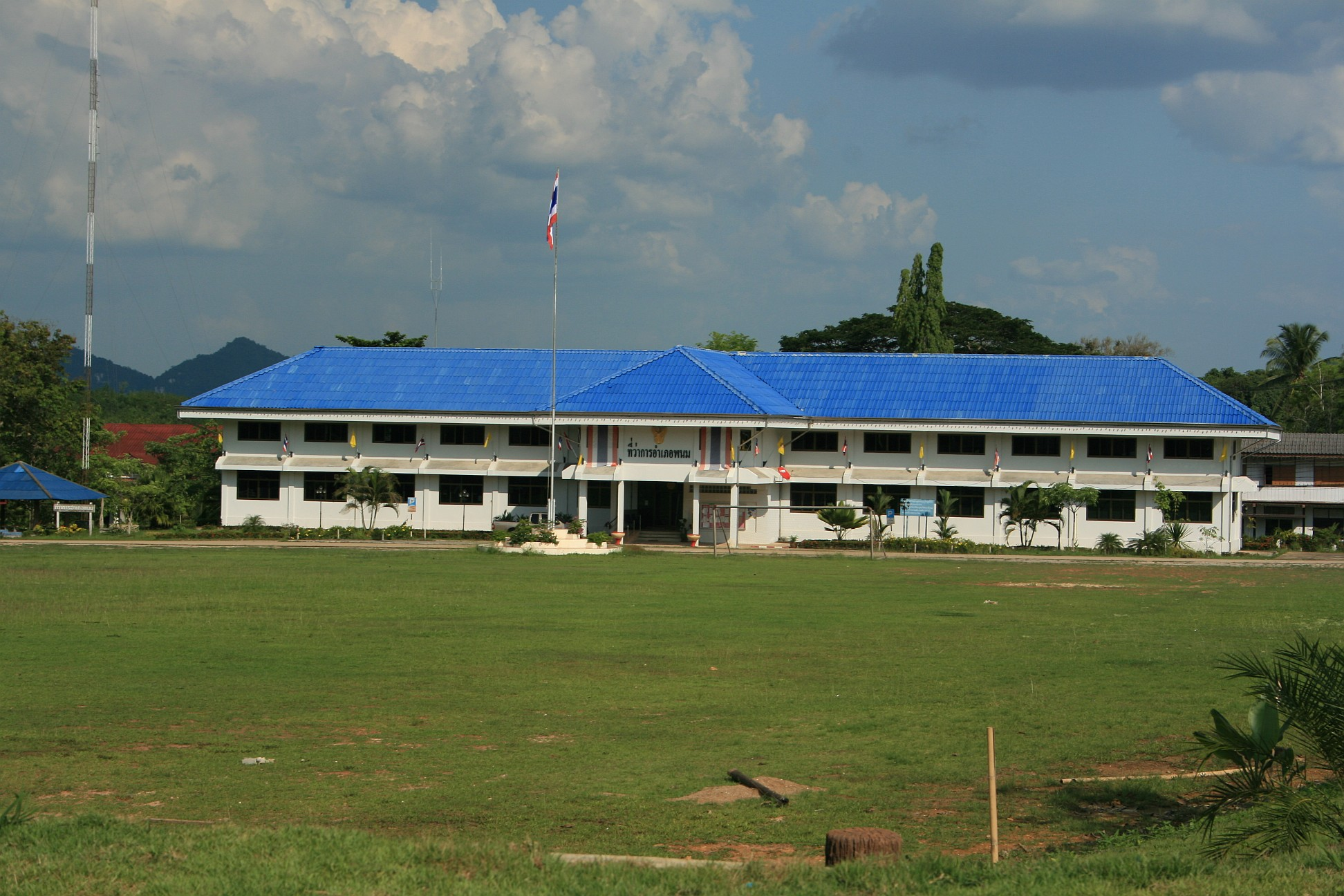
郡庁舎

郡は6のタムボンに分かれ、さらにその下位に56の村（ムーバーン）がある。自治体（テーサバーン）があり、以下のようになっている。
- テーサバーンタムボン・パノム・・・タムボン・パンカーンとタムボン・パノムの一部

また、郡内には6つのタムボン行政体（オンカーンボーリハーンスワンタムボン）が設置されている。
| 1. タムボン・パノム・・・ตำบลพนม 2. タムボン・トンユワン・・・ตำบลต้นยวน 3. タムボン・クローンソック・・・ตำบลคลองศก 4. タムボン・プルートゥアン・・・ตำบลพลูเถื่อน 5. タムボン・パンカーン・・・ตำบลพังกาญจน์ 6. タムボン・クローンチャウン・・・ตำบลคลองชะอุ่น | Map of Tambon |